# Andrea Robbins
Andrea Robbins (* 1963 in Boston, Massachusetts, USA) ist eine US-amerikanische Fotografin.
Sie studierte bis 1986 an der Cooper Union School of Art, New York, NY / BFA und danach bis 1986 an der Hunter College School of Art, New York, NY. Seit 1986 arbeitet sie zusammen mit ihrem Ehemann, Max Becher.
Robbins und Becher fotografieren und filmen in Europa, in Nordamerika, in der Karibik und in Afrika. Ihre Arbeit beschäftigt sich mit „verlagerten“ Orten und Identitäten. Sie dokumentieren die Kultur von Auswanderern oder Vertriebenen, die sich in fernen Ländern ansiedeln und versuchen, etwas von ihrer alten Heimat und von ihren kulturellen Wurzeln zu bewahren.

## Ausstellungen (Auswahl)
Einzelausstellungen des Künstlerpaars Robbins & Becher
- Museo ICO, Madrid (2016); Museum für Gegenwartskunst, Siegen (2016);
- School of Art Gallery, University of Manitoba (2014);
- The Center for Art and Visual Culture, University of Maryland Baltimore College, Baltimore (2008);
- Museum Kunstpalast, Düsseldorf (2005);
- Photographische Sammlung/SK Stiftung Kultur, Cologne (2005);
- Museum of Contemporary Photography, Chicago (2003);
- Kunstverein Hamburg (1994); de Vleeshal, Middelburg (1994);
- Kanaal Art Foundation, Kortrijk (1994).

## Bücher
- Andrea Robbins & Max Becher: Black Cowboys. Museum für Gegenwartskunst, Siegen 2016.
- Portraits.[1] With essays by Maurice Berger, and Andrea Robbins and Max Becher, 2008, Publisher, University of Maryland, Baltimore County, MA. ISBN 978-1-890761-11-0
- The Transportation of Place.[2] With essays by Lucy Lippard and Maurice Berger, 2006. Publisher: Aperture Press, New York. ISBN 978-1-59711-010-5
- Brooklyn Abroad. With essays by Nora Alter and Rupert Pfab, May 2006. Publisher Sonnabend Gallery and Museum Kunstpalast.
- Contact sheet 98: Andrea Robbins and Max Becher: German Indians and Bavarian by Law.[3] With essays by Gary Hesse and Jolene Rickard, 1998. Publisher: Light Work, Syracuse, NY. ISSN 1064-640X
- Andrea Robbins and Max Becher.[4] With essays by Benjamin Buchloh, Catherine de Zegher, Everlyn Nicodemus, and Luc Lang, 1994. Publisher: Kanaal Art Foundation, Kortrijk and de Vleeshal, Middleburg.